# Cedar Grove (Nowy Meksyk)
Cedar Grove – jednostka osadnicza w Stanach Zjednoczonych, w stanie Nowy Meksyk, w hrabstwie Santa Fe.